# 上海交通大学媒体与传播学院
媒体与传播学院（简称：媒传学院）为上海交通大学的一个学院，成立于2017年12月。

## 学院建筑
学院位于上海交通大学闵行校区思源南路与叔同路十字路口西北侧的媒设楼，毗邻智能电网中心楼、东中院。

## 历史沿革
- 2002年9月，上海交通大学成立媒体与设计学院；

- 2015年，部分师资力量参与建设上海交通大学文创学院；

- 2017年12月，媒体与设计学院更名为媒体与传播学院，设计系独立为设计学院。[1]

## 现状
媒体与传播学院分设新闻与传播系、电影电视系、文化产业管理系 。本科生设有传播学、广播影视编导、文化产业管理等3个专业（及方向）；且设有新媒体一级学科硕士点，新闻传播专业硕士和MFA（影视艺术）等2个专业硕士点；新闻传播学一级学科博士点、新媒体传播与管理交叉一级学科博士点。目前学院有本科生600余人，硕士生200余人，博士生30余人，留学生200余人。

## 相关事件
媒传学院副院长謝耘耕在#MeToo(中国大陆) 运动中被揭露。
2018年4月25日，媒体与传播学院召开教职工会议，宣布撤销副院长謝耘耕的职务。随后，同在媒传学院执教的魏武挥在其微信公众号“扯氮集”发布《说过了复旦，说完了北大，似乎得说说我们交大了》一文透露，謝耘耕是因被学生向校方举报其利用职务之便对女研究生进行言语和肢体骚扰而被撤职。经上海交通大学校方调查，謝耘耕骚扰事件的受害者「仅涉及在校学生就有3人」。
财新网在此事件发生后曾有相关报道，但数小时后报道即被撤下，原因不明。数天后，魏武挥个人微信公众号上关于此事件的文章也显示“此内容因违规无法查看”。至今谢耕耘仍在媒体与传播学院官方网站的师资一栏，根据媒体与传播学院网站显示，謝耘耕近年来主要研究政府舆情和公共舆论，主编舆情蓝皮书且被视为舆情治理专家。